# Manuel de Eraso

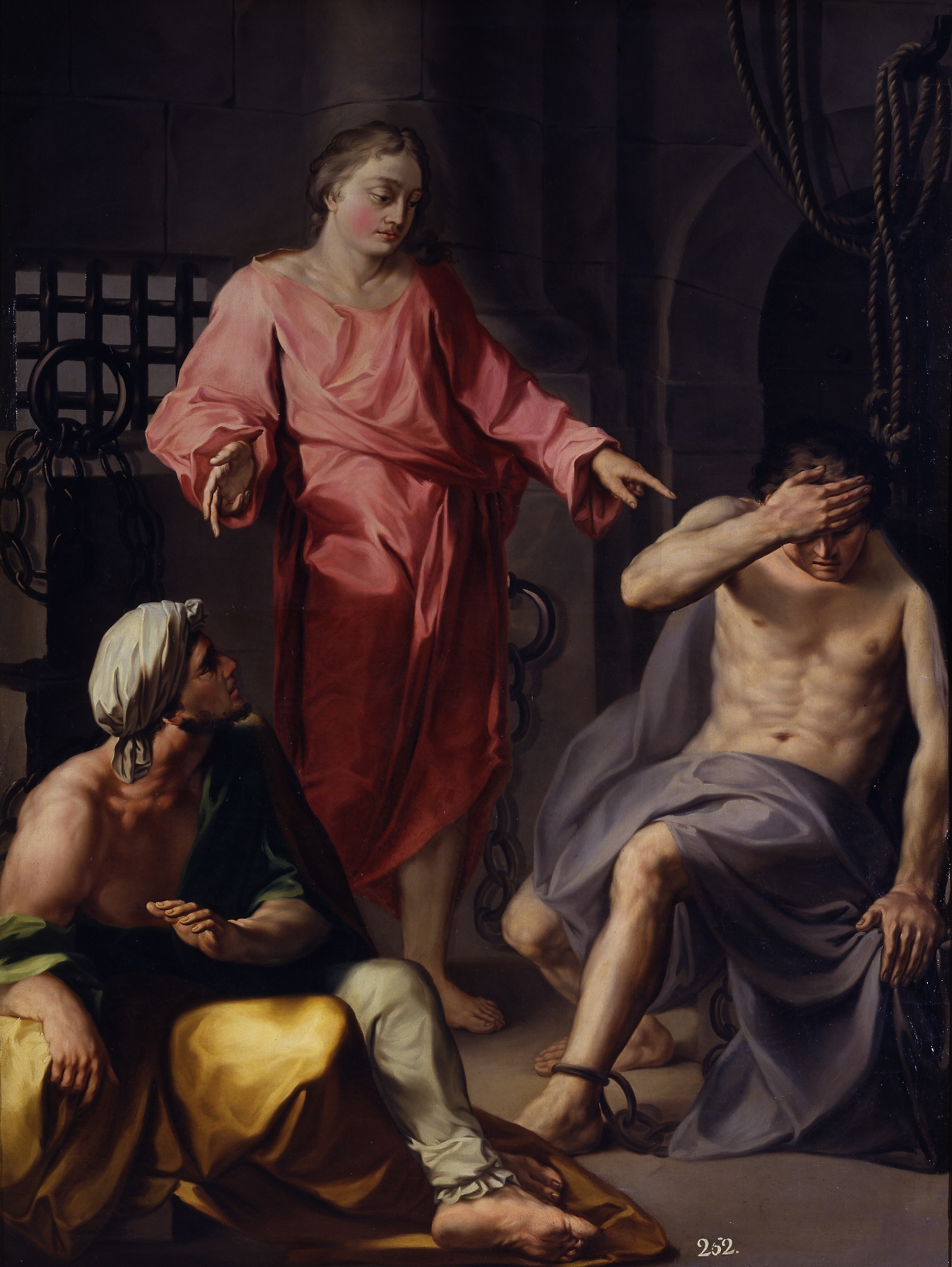
José explicando los sueños en la prisión, óleo sobre lienzo, 180 x 133 cm, Madrid, Real Academia de Bellas Artes de San Fernando

Manuel de Eraso Álvarez (Zaragoza, 1742-Burgos, 1813) fue un pintor y arquitecto español, primer director de la Academia de Dibujo del Consulado de Burgos (1786).
Formado como pintor en el taller de Francisco Bayeu, que en 1759 se encontraba de regreso en Zaragoza tras haber estudiado en Madrid en la Academia de San Fernando, habría adquirido al mismo tiempo, según su propia declaración, algunos rudimentos de arquitectura con Ventura Rodríguez, en las obras de la capilla de la Virgen del Pilar, concluidas en 1762. Marchó a Roma, probablemente este mismo año, costeándose él mismo el viaje al no lograr la pensión de la Real Academia de San Fernando a la que había aspirado. En Roma asistió a las clases de la Academia Capitolina de Desnudo, fundación papal con sede en el Capitolio, donde se reunía buena parte de la colección pontificia de esculturas clásicas. En 1763 obtuvo con un desnudo masculino dibujado a lápiz el primer premio del concurso convocado por la academia. De 1767 a 1773 fue pensionado para proseguir sus estudios por la Academia de San Fernando, a la que remitió dibujos y copias de maestros renacentistas y barrocos italianos: el Nacimiento de Federico Barocci y Eco y Narciso de Benedetto Luti en 1767, la Caridad de Carlo Cignani en 1769, y La Dolorosa de Guido Reni en 1769. En 1771 envió también a la academia madrileña todavía en Roma una composición de su invención: José explicando los sueños en la prisión.
Tras regresar a España y después algunos años dedicado a la enseñanza y al ejercicio de la pintura en su propio taller en Zaragoza, concursó a la plaza de director de la Academia de Dibujo promovida por el Consulado de Burgos, plaza que obtuvo por mayoría de votos en enero de 1786. Como primer director y profesor de la academia Eraso se ocupó tanto del diseño de la fachada para una reforma del edificio como de obtener los materiales necesarios para las clases, conforme a los postulados tradicionales: vaciados en yeso de esculturas y medallones clásicos (copias del Fauno del cabrito y del Apolino de Médicis, entre otras, obtenidas por mediación de Isidoro Bosarte) y estampas de reproducción de obras de Rafael remitidas desde Roma por José Nicolás de Azara.
No hay datos de su actividad como pintor durante los años de su estancia burgalesa, en los que parece haberse orientado con preferencia a los diseños arquitectónicos, con limitado éxito: alguno de sus proyectos remitido a la Academia de San Fernando fue rechazado por esta con críticas severas; aun así pudo hacerse cargo del proyecto y construcción de la fuente de la plaza del Mercado en 1800, rematada por un obelisco, y en 1809, durante la ocupación francesa, proporcionar el diseño del paseo del Espoloncillo.
Por otro lado y por su continuada relación con la academia madrileña, la Calcografía Nacional le encargó los dibujos de varios personajes históricos burgaleses para ser grabados e incluidos dentro de la serie de los Retratos de los españoles ilustres, iniciada en 1791. Copiando modelos antiguos proporcionó los retratos de los Jueces de Castilla Nuño Rasura y Laín Calvo, y de fray Juan de Jesús María, superior de los carmelitas descalzos, fray Jerónimo Gracián de la Madre de Dios, el condestable Pedro Fernández de Velasco y los obispos Pablo de Santa María, Alfonso de Cartagena y Francisco de Mendoza y Bobadilla, dibujos todos ellos conservados en la Real Academia de Bellas Artes de San Fernando, grabados por Luis Fernández Noseret, Manuel Alegre, Rafael Esteve, Manuel Albuerne y Manuel Salvador Carmona, que abrió también por dibujo de Eraso la lámina con el verdadero retrato del altar de la Virgen de los Dolores y Cristo yacente del desaparecido convento de San Francisco.